# Glyphicnemis satoi
Glyphicnemis satoi là một loài tò vò trong họ Ichneumonidae.